# Либерец
Ли́берец (чеш. Liberec), бывш. Райхенберг (нем. Reichenberg) — статутный город в Чехии, на реке Ныса-Лужицка, административный центр Либерецкого края и района Либерец.

## Название
Происхождение названия города до сих пор неясно и остаётся предметом дискуссий. Считается, что самым старым названием является Рейхинберх (1352) и Райхмберг (1369). «Берг» по-немецки значит «гора», а «рейх» — «богатый».
Чешский эквиваленты названия Rychberk (1545), Lychberk (1592), Libercum (1634), Liberk (1790) и Liberec (1845).

## История
Город впервые упоминается в документах в 1352 году под именем Reychinberch.
В 1579 году в городе основана текстильная мануфактура, однако развитию промышленности помешала Тридцатилетняя война. С 1622 по 1634 год город был владением Альбрехта фон Валленштайна, после смерти которого принадлежал роду Галлас и Клам Галлас.
Во время Семилетней войны в 1757 году недалеко от города произошёл бой при Райхенберге.
Расцвет города пришёлся на конец XIX века. К этому времени относятся многие городские постройки, в том числе ратуша, здание Оперы, музей Северной Чехии. На холмах выше исторического центра города выстроены здания в стиле романтизма.
В XIX—XX веках город обладал значительной немецкой общиной. Либерец (Райхенберг) был центром Судетской Германии.

## Городские символы
Герб города Либерец образует серебряный щит, на котором рубиновая стена замка. Золотые ворота открыты, верхнюю половину ворот закрывает золотая решетка с серебряными коваными наконечниками. В каждой из башен находится открытая дверь. Башни имеют навес рубинового цвета с развевающимся флагом. На стене над воротами висит щит лазурно-синего цвета с серебряным колесом, который был признаком Редернов.
Флаг разделен на две горизонтальные полосы, красный сверху и белый снизу. Имеет отношение ширины к длине 2:3.

## Климат
Климат Либерца определяет его расположение. Поскольку горные хребты являются препятствием для потока влажного атлантического воздуха, в городе довольно много осадков. Их средняя сумма составляет 803,4 мм в год — самый влажный месяц-август с 88,4 мм, самый сухой-февраль с 46,2 мм. Средняя температура воздуха — 7,2 °С, самый жаркий месяц — июль с 16,2 °С, самый холодный — январь, когда средняя температура — −2,5 °С.

## Население
| 1869     | 1869     | 1880     | 1880     | 1890     | 1900     | 1910     | 1921     | 1930     |
| -------- | -------- | -------- | -------- | -------- | -------- | -------- | -------- | -------- |
| 22 394   | ↗50 482  | ↗60 419  | ↘28 090  | ↗68 365  | ↗79 699  | ↗89 520  | ↘84 845  | ↗95 799  |
| 1930     | 1950     | 1950     | 1961     | 1961     | 1970     | 1970     | 1980     | 1980     |
| ↘38 568  | ↗69 777  | ↘56 898  | ↗78 193  | ↘66 297  | ↗72 303  | ↗84 046  | ↗97 474  | ↘95 924  |
| 1991     | 1991     | 2001     | 2016     | 2017     | 2018     | 2019     | 2020     | 2021     |
| ↗101 162 | ↗101 967 | ↘99 102  | ↗103 288 | ↗103 853 | ↗103 979 | ↗104 445 | ↗104 802 | ↘104 261 |
| 2021     | 2022     | 2023     | 2024     | 2025     |          |          |          |          |
| ↗104 340 | ↘102 951 | ↗107 389 | ↗107 982 | ↗108 090 |          |          |          |          |

По данным переписи 1921 года в 2514 домах жили 34 985 жителей, из которых было 18 453 женщины. 4894 жителя принадлежали к чехословацкой национальности, 27 929 к немецкой и 130 к еврейской. Здесь жили 29 139 римских католиков, 2725 евангелистов, 173 члена чехословацкой гуситской церкви и 1312 евреев. Согласно переписи 1930 года, в 3072 домах проживало 38 568 человек. 6314 жителей сообщили о принадлежности к чехословацкой национальности и 30 023 к немецкой. Здесь жили 30 285 римских католиков, 3294 евангелиста, 889 членов чехословацкой гуситской церкви и 1392 евреев.

## Достопримечательности

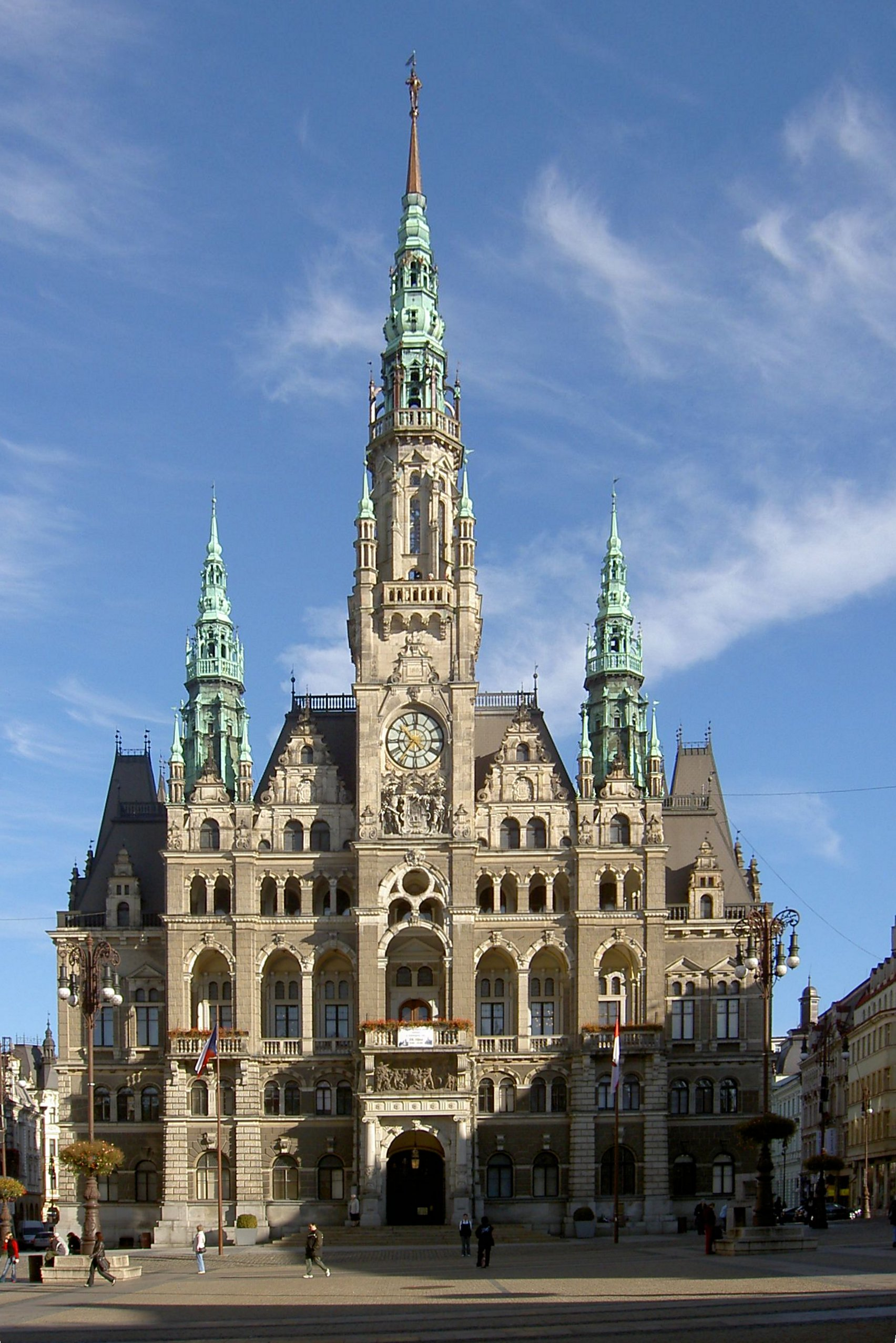
Либерецкая ратуша

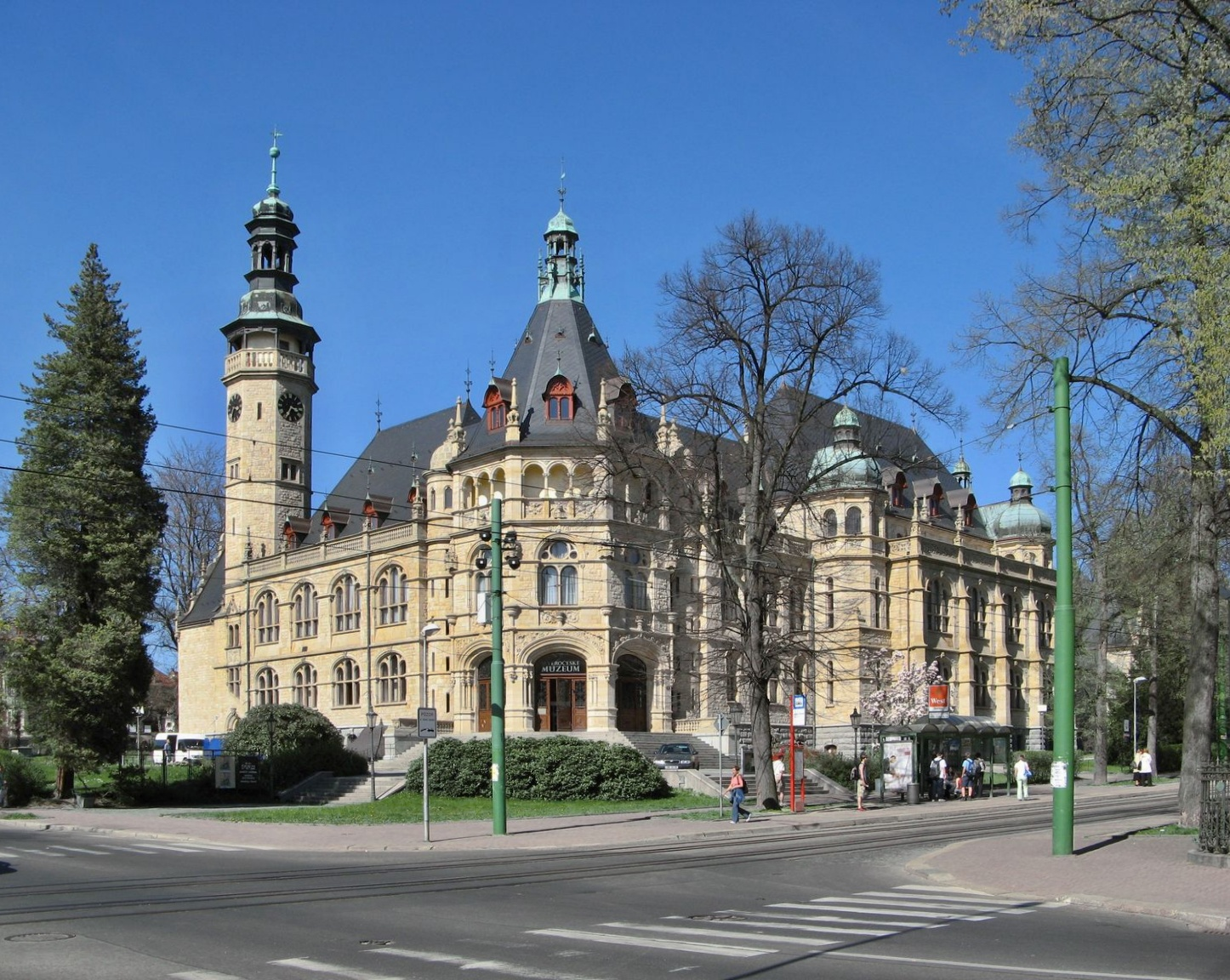
Северочешский музей

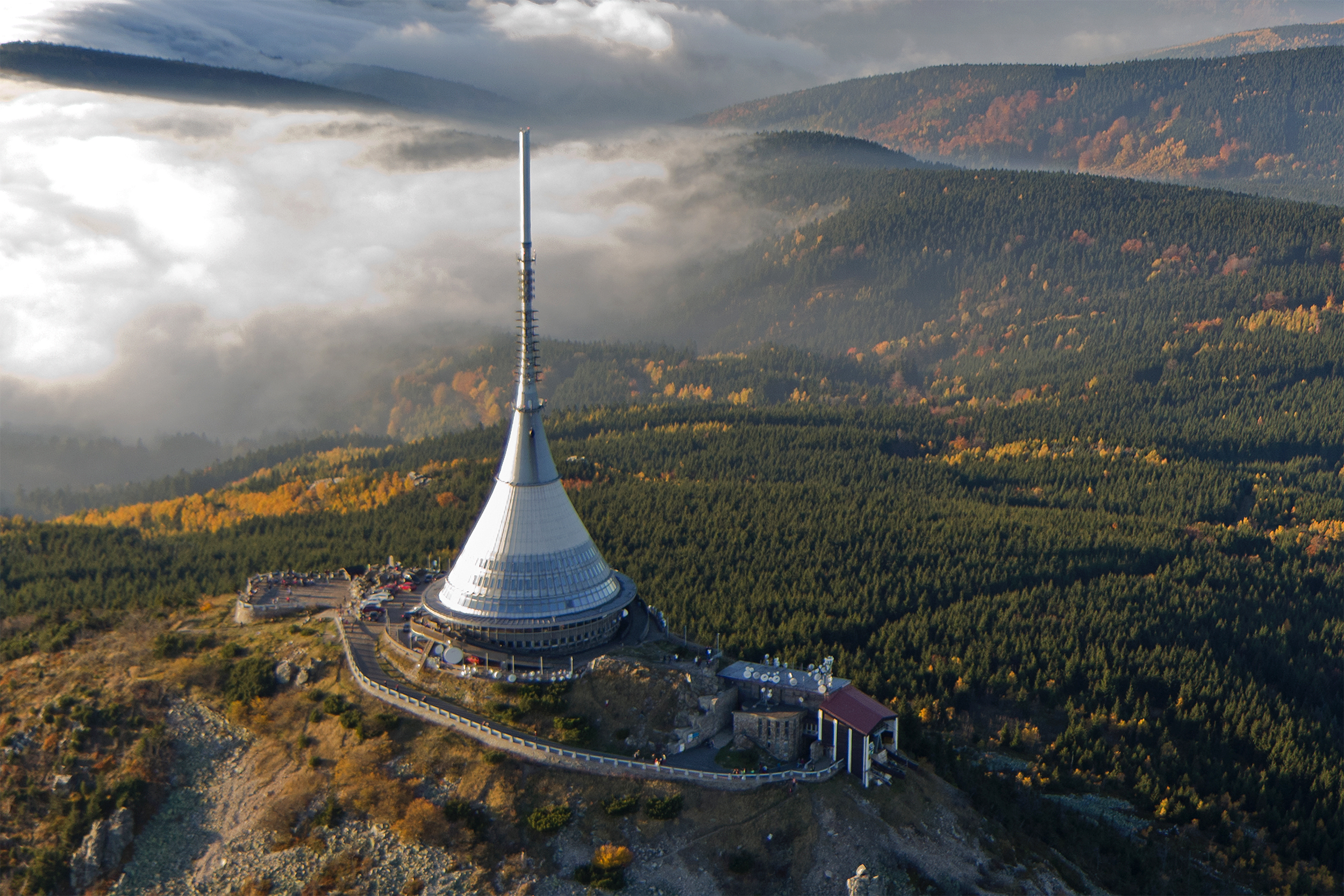
Йештедская телебашня

Одним из символов города является ратуша, построенная в 1893 году, заменившая ратушу постройки 1599 года. Символом не только города, но и округа является отель и телебашня Ештед. Важным памятником является также Либерецкий замок, построенный в 1583—1587 годах. Самые старые сохранившиеся здания — это так называемые «Вальдштейнские дома» на Ветрной улице 1678—1681 годов. На Замковом холме находятся руины замка Гамрштейн над Либерцем. На берегу реки Ныса-Лужицка был построен так называемый Дом Шольца, двухэтажный домик, где сегодня находится администрация Изерских гор. В долине Гастреского ручья находится бывшая резиденция семьи текстильных промышленников Либиегов 1897 года, то есть вилла Либиега. У городского замка можно посетить виллу, построенную в период 1871—1872 годов, где до конца 2013 года располагались Региональная галерея города Либерец.
- Либерецкая ратуша (1893, высота — 65 метров, неоренессанс)
- Либерецкий замок (основан в XVI веке, перестроен в XVIII веке)
- Вальдштайнские домики (XVII век)
- Лиебиегув замечек
- Развалины замка Гамрштейн XIV века
- Шольцов дом (1771—1774)
- Театр Ф. К. Шальды
- Аппельтов дом (1793—1794)
- Костёл Антония Великого (XVI век)
- Костёл Святого Креста в стиле барокко (1695—1698, перестроен в 1753—1756)
- Ештедская телебашня, построенная на горе Ештед в 1968 году, символ города и национальный памятник культуры Чехии
- Картинная галерея
- Северочешский музей
- Охраняемая краевая зона Йизерские горы
- Зоопарк — один из известнейших в Европе
- Один из крупнейших в стране торгово-развлекательный центр «Бабилон»
- Здание городского курорта (1901—1902)

## Образование
В Либерце 36 детских садов, 26 начальных школ, 6 средних профессиональных учебных заведений, 15 средних профессиональных школ и технический университет, известный исследованиями текстильных технологий и нанотехнологий. Кроме того, в Брно и столичном университете Праги находятся отделения средней школы Карла Энглиша.
- Средняя промышленная школа строительство Либерец
- Средняя промышленная школа машиностроения и электротехники и высшая профессиональная школа Либерец
- Средняя школа текстильной промышленности

Существует также Бизнес-академия и Языковая школа, четыре высших профессиональных гимназии.
- Гимназия и средняя профессиональная педагогическая школа Либерец
- Гимназия Ф. Х. Сальдо
- Гимназия, s.r.o. (частная)
- Гимназия и средняя профессиональная школа

## Промышленность
Либерец является важным центром текстильной промышленности (шерстяные, шёлковые, хлопчатобумажные ткани) и машиностроения (производство оборудования для текстильной промышленности, до 2003 г. автомобилестроение — «Либерецкий автомобильный завод»). Там проводятся ежегодные текстильные ярмарки.

## Экономика

### Текстильная промышленность
Традиционной индустрией в городе всегда была текстильной отраслью. Первые частные мастера Урбан Хоффманн из Завидова и Кристоф Краузе, прибыли в Либерец в 1579 году.
Значительное развитие текстильной промышленности произошло благодаря Альбрехту Валленштейну.

## Культура и развлечения

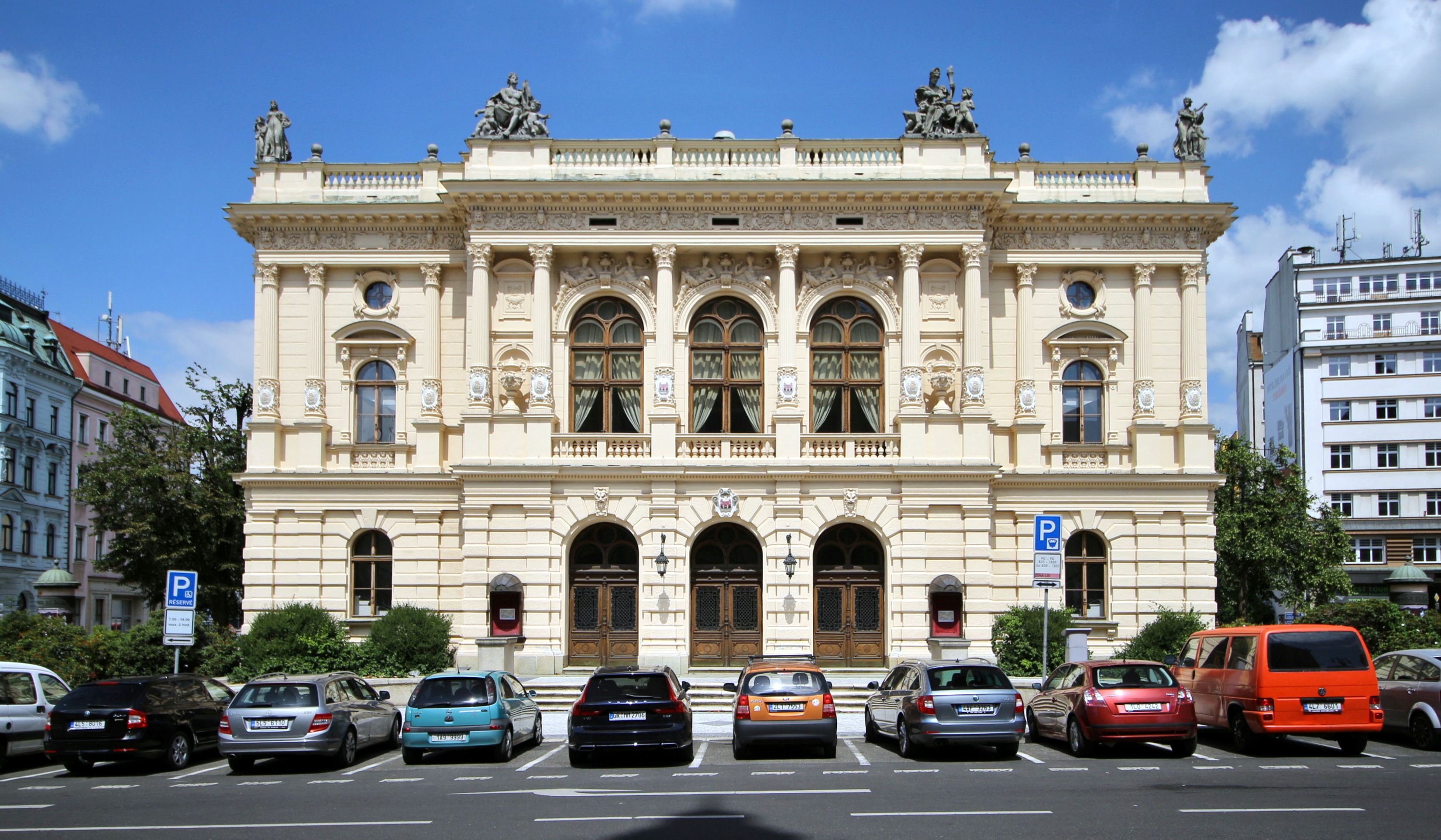
Городской Театр Ф. Х. Шалды

Городской Театр Ф. Х. Шалды-трехсекционный; помимо исторического здания, есть вторая сцена — небольшой театр. В городе также находится кукольный театр Наиви. Здесь проходит фестиваль кукольного театра «Детский сад», ориентированный на детей дошкольного возраста. Раньше здесь работали, кинотеатры Варшава и Липа.
Зоопарк Либерец является старейшим в Чешской республике, предлагает вниманию около 143 видов животных, в том числе крупных млекопитающих, таких как слоны, жирафы, морские львы и белые тигры, которые являются генетическими аномалиями и, следовательно, очень редкие. Зоопарк участвует в разведении у исчезающих видов, чтобы помочь сохранить генофонд.

## Транспорт
Либерец соединён с соседним Яблонцем трамвайной линией. В Либерец из Циттау (Германия) можно совершить однодневную экскурсию пешком через село Пораюв (Польша) или на электричке (27 км), одновременно побывав в трёх государствах.
Городской транспорт состоит из четырёх трамвайных линий и 39 дневных и шести ночных маршрутов городских автобусов. Трамваи вышли в первый раз в 1897 году. Оператором общественного транспорта является транспортное предприятие городов Либерец и Яблонце над Нисой и участвует в комплексной транспортной системе либерецкого края. В центре находится офис на улице Фюгнер.
Железнодорожный транспорт был открыт в Либереце в 1859 году, когда были открыты пути в Пардубице. Из города выходит пять железнодорожных линий которые включены в общенациональный трассы, кроме трасс в Танвальде и Гаррахове. На территории Либереца находится 11 железнодорожных станций и остановок. Самый важный вокзал Либерец был построен в 1859 году. Он имеет пять платформ, оснащен аудио-визуальной информационной системой.
Дорожный транспорт в Либереце состоит в основном из дороги I/35 (E442). Другие дороги, направляются в Яблонец-над-Нисоу, оттуда дальше до Гаррахова и в Польшу (I/14), Либерец-над-Нисоу и немецкого Циттау (I/35), Нового Бора, Усти-над-Лабем, и Фридланта (I/13). Пригородный автобус обеспечивает, ČSAD Liberec, прямые экспресс-линии в Прагу управляются перевозчиками RegioJet и FlixBus.
Канатный транспорт имеет важное значение, особенно в районе Ештед. Чешские железные дороги управляют кабиной канатной дороги на Ештеде, нижняя станция которой расположена в Либерецком, верхняя в Ханихове районах. Ещё четыре канатных дороги вокруг Либерца, управляются частными компаниями.
Авиаперевозки не имеют большого значения. В Осташове на юго-западе Либерца, находится небольшой аэропорт с травянистой дорожкой, используемой местным аэроклубом Либерец и воздушной спасательной службой.

## Наука

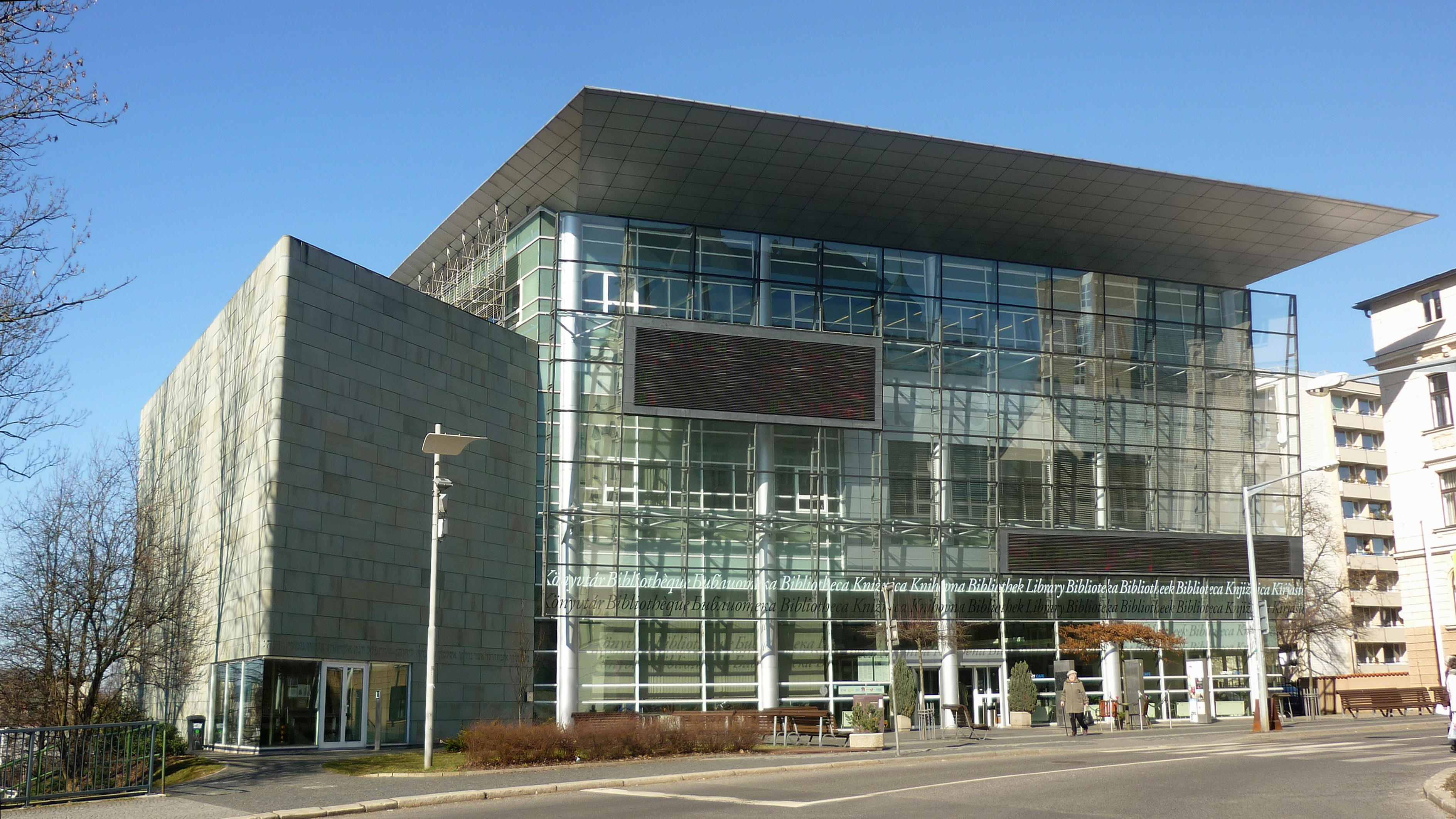
Научная библиотека и Новая синагога

Национальная научная библиотека (в новом здании, построенном в 2000 году).
Технический университет.
- Университет был основан в 1953 году. Сегодня университет состоит из 6 факультетов и 1 института.
- Текстильный факультет Университета в Либереце — уникальный в Европе. Факультет предлагает обучение по перспективным специальностям — маркетинг в сфере текстиля и дизайн одежды.
- Также престижным является машиностроительный факультет.
- Уникальные специальности в сфере вычислительной техники и роботики предлагает также факультет мехатроники, информатики и междисциплинарных исследований.
- Всего университет предлагает абитуриентам 120 специальностей.

В 2009 году в Либерце прошёл международный молодёжный конгресс эсперанто. Построенный к этому событию гостиничный комплекс стал комфортным общежитием для нынешних студентов университета.

## Спорт
В окрестностях города Либерец и сам город предлагает множество возможностей для различных видов спорта как на любительском, так и на профессиональном уровне. Для рекреационного спорта местные жители используют окружающие горы, которые создают идеальные условия, особенно для пеших прогулок, езды на велосипеде или беговых лыжах. На Ештеде построен спортивный комплекс, предназначенный для катания на горных лыжах, беговых лыжах и прыжков с трамплина, для беговых лыж была построена беговая дорожка в Весце. Для занятий спортом непосредственно в городе имеются современная и многофункциональная Home Credit Arena, которая является домом для хоккейного клуба Белые Тигры Либерец, Стадион У Нейсе, домашний стадион Слована Либерец и плавательный бассейн.
В 2009 году в Либерце прошёл чемпионат мира по лыжным видам спорта.
В городе базируются клубы по хоккею «Били Тигржи» и футболу «Слован».

## Города-побратимы
- Аугсбург, Германия (2001)
- Дюнкерк, Франция
- Ковров, Россия[18]
- Санкт-Галлен, Швейцария
- Циттау, Германия